# Liste de gentilés d'Espagne
Cette page présente une liste de gentilés d'Espagne.
Les gentilés sont donnés aux deux genres et deux nombres et à défaut au seul masculin pluriel.

## Gentilés d'Espagne par divisions administratives
- Espagne (l’) : Espagnol, Espagnols, Espagnole, Espagnoles ; glottonyme : espagnol ; l'adjectif est espagnol, espagnols, espagnole, espagnoles et hispano- en composition (Guerre hispano-américaine, firme Hispano-Suiza...)
  -  Andalousie (l') : Andalou, Andalous, Andalouse, Andalouses
    - Adra : Adbéritains, Adbéritaines
    - Algésiras : Algézirois, Algéziroise, Algéziroises
    - Alméria : Almérien, Almériens, Almérienne, Almériennes
    - Baza : Bastitains, Bastitaines
    - Séville : Sévillan, Sévillans, Sévillane, Sévillanes
    - Cadix : Gaditan, Gaditans, Gaditane, Gaditanes
    - Cordoue : Cordouan, Cordouans, Cordouane, Cordouanes
    - Dos Hermanas : Nazaréens, Nazaréennes
    - El Puerto de Santa Maria : Portègne, Portègnes
    - Grenade : Grenadin, Grenadins, Grenadine, Grenadines
    - Huelva : Onubien, Onubiens, Onubienne, Onubiennes
    - Jaen : Jaénien, Jaéniens, Jaénienne, Jaéniennes
    - Jerez de la Frontera : Jérezan, Jérézane, Jérézans, Jérézanes
    - Malaga : Malaguènes, Malaguène, Malaguènes ou Malacitain, Malacitaine, Malacitains, Malacitaines
    - Marbella : Marbellien, Marbellienne, Marbelliens, Marbelliennes
    - Roquetas de Mar : Roquetère, Roquetères
    - San Fernando : Islénien, Islénienne, Isléniens, Isléniennes

  -  Aragon (l') : Aragonais, Aragonais, Aragonaise, Aragonaises ; glottonyme : aragonais
    - Huesca : Oscien, Oscienne, Osciens, Osciennes
    - Saragosse : Saragossien, Saragossiens, Saragossienne, Saragossiennes

  -  Asturies (les) : Asturien, Asturiens, Asturienne, Asturiennes ; glottonyme : asturien
    - Gijón : Gijonais, Gijonaise, Gijonaises
    - Oviedo : Oviédan, Oviédans, Oviédane, Oviédanes

  -  Îles Baléares (les) : Baléare, Baléares, Baléare, Baléares (invariant au féminin)
    - île de Majorque : Majorquin, Majorquins, Majorquine, Majorquines
      - Palma de Majorque (capitale des Baléares) : Palmesan, Palmesane, Palmesans, Palmesanes

    - île de Minorque : Minorquin, Minorquine
    - île d'Ibiza : Ibizien, Ibiziens, Ibizienne, Ibiziennes

  -  Îles Canaries (les) : Canarien, Canariens, Canarienne, Canariennes
    - Las Palmas de Gran Canaria : Palmien, Palmienne, Palmiens, Palmiennes
    - San Cristóbal de La Laguna : Lagunère, Lagunères, Lagunère, Lagunères (invariant au féminin)
    - Santa Cruz de Tenerife : Ténérifien, Ténérifienne, Ténérifiens, Ténérifiennes
    - Telde : Teldien, Teldienne, Teldiens, Teldiennes

  -  Cantabrie (la) : Cantabrique, Cantabriques, Cantabrique, Cantabriques (invariant au féminin)
    - Santander : Santandérin, Santandérins, Santandérine, Santandérines

  - (Castille (la) : Castillan, Castillans, Castillane, Castillanes. La Castille  est aujourd'hui répartie entre deux régions. Glottonyme : castillan. La castillane est un lépidoptère.)
  -  Castille-et-León :
    - Valladolid : Vallisolétan, Vallisolétans, Vallisolétane, Vallisolétanes
    - Burgos : Burgalais, Burgalaise, Burgalaises
    - León : Léonais, Léonaise, Léonaises
    - Palencia : Palentin, Palentine, Palentins, Palentines
    - Ponferrada: Ponferradin, Ponferradins, Ponferradine, Ponferradines
    - Salamanque : Salmantin, Salmantins, Salmantine, Salmantines
    - Ségovie : Ségovien, Ségovienne, Ségoviens, Ségoviennes
    - Zamora : Zamoran, Zamorane,  Zamorans, Zamoranes

  -  Castille-La Manche :
    - Albacete : Albacétois, Albacétoise, Albacétoises
    - Guadalajara : Guadalajarien, Guadalajarienne, Guadalajariens, Guadalajariennes
    - Talavera de la Reine :  Talaveran, Talaverane, Talaverans, Talaveranes
    - Tolède : Tolédan, Tolédane, Tolédans, Tolédanes

  -  Catalogne (la) : Catalan, Catalans, Catalane, Catalanes ; glottonyme : catalan
    - (Catalan fut porté comme prénom par Catalan Grimaldi - voir la Liste des souverains de Monaco.)
    - Badalone : Badalonais, Badalonaise, Badalonaises
    - Barcelone : Barcelonais, Barcelonais, Barcelonaise, Barcelonaises
    - Cornellà de Llobregat : Cornellanien, Cornellanienne, Cornellaniens, Cornellaniennes
    - Gérone : Géronais, Géronaise, Géronaises
    - L'Hospitalet de Llobregat : Hospitalien, Hospitalienne, Hospitaliens, Hospitaliennes
    - Léride : Léridien, Léridienne, Léridien, Léridiennes
    - Mataró : Mataronien, Mataronienne, Mataroniens, Mataroniennes
    - Reus : Reusien, Reusienne, Reusiens, Reusiennes
    - Sabadell : Sabadellois, Sabadelloise, Sabadelloises
    - Santa Coloma de Gramanet : Gramenetin, Gramenetine, Gramenetins, Gramenetines
    - Sant Cugat del Vallès : Sancugatien, Sancugatienne, Sancugatiens, Sancugatiennes
    - Tarragone : Tarragonnais, Tarragonnaise, Tarragonnaises
    - Terrassa : Terrassien, Terrassienne, Terassiens, Terrassiennes
    - Tortose : Tortosin, Tortosine, Tortosins, Tortosines

  -  Ceuta : Ceutien, Ceutienne, Ceutiens, Ceutiennes
  -  Communauté de Madrid (la) : 
    - Madrid : Madrilène, Madrilènes, Madrilène, Madrilènes (invariant au féminin)
    - Alcala de Henares Alcalin, Alcaline, Alcalins, Alcalines
    - Alcobendas : Alcobendien, Alcobendienne, Alcobendiens, Alcobendiennes
    - Alcorcon : Alcorconien, Alcorconienne, Alcorconiens, Alcorconiennes
    - Coslada : Cosladénien, Cosladénienne, Cosladéniens, Cosladéniennes
    - Fuenlabrada : Fuenlabrénien, Fuenlabrénienne, Fuenlabréniens, Fuenlabréniennes
    - Getafe : Getafien, Getafienne, Getafiens, Getafiennes
    - Las Rozas de Madrid : Rozègne, Rozègnes
    - Leganés : Leganien, Leganienne, Leganiens, Leganiennes
    - Mostoles : Mostolien, Mostolienne, Mostoliens, Mostoliennes
    - Parla : Parlénien, Parlénienne, Parléniens, Parléniennes
    - Torrejon de Ardoz : Torrejonien, Torrejonienne, Torrejoniens, Torrejoniennes

  -  Région de Murcie (la) :
    - Murcie : Murcien, Murciens, Murcienne, Murciennes
    - Carthagène: Carthagenois, Carthagénoise, Carthagénoises
    - Lorca : Lorquin, Lorquine, Lorquins, Lorquines

  -  Communauté valencienne (la) :
    - Valence : Valencien, Valenciens, Valencienne, Valenciennes
    - Alcoy : Alcoyan, Alcoyane, Alcoyans, Alcoyanes
    - Alicante : Alicantin, Alicantine, Alicantins, Alicantines
    - Benidorm : Benidormien, Denidormienne, Benidormiens, Benidormiennes
    - Castellón de la Plana : Castellonien, Castellonienne, Castelloniens, Castelloniennes
    - Elche: Illicitain, Illicitaine, Illicitains, Illicitaines
    - Gandia : Gandien, Gandienne, Gandiens, Gandiennes
    - Sagonte : Sagontin, Sagontine, Sagontins, Sagontines
    - Torrevieja : Torrevéjan, Torrevéjane, Torrevéjans, Torrevéjanes

  -  Estrémadure (l') : Estrémadurien, Estrémaduriens, Estrémadurienne, Estrémaduriennes
    - Badajoz : Badajocien, Badajocienne, Badajociens, Badajociennes
    - Caceres : Cacerénien, Cacerénienne, Caceréniens, Caceréniennes
    - Mérida : Eméritien, Eméritienne, Eméritiens, Eméritiennes

  -  Galice (la) : Galicien, Galiciens, Galicienne, Galiciennes ; glottonyme : galicien
    - Le gentilé de la Galicie, province d'Europe centrale, est le même (Galiciens).
    - Saint-Jacques-de-Compostelle : Compostellan, Compostellans, Compostellane, Compostellanes
    - La Corogne : Corognais, Corognais, Corognaise, Corognaises
    - Ferrol : Férrolan, Férrolane, Férrolans, Ferrolanes
    - Lugo : Lugonien, Lugonienne, Lugoniens, Lugoniennes
    - Orense : Orensan, Orensane, Orensans, Orensanes
    - Pontevedra : Pontevedrien, Pontevedrienne, Pontevedriens, Pontevedriennes
    - Vigo : Vigonien, Vigonienne, Vigoniens, Vigoniennes

  -  La Rioja (la) :
    - Logrogne : Logrognais, Logrognaise, Logrognaises

  - (Manche : Manchois, Manchois, Manchoise, Manchoises)
  -  Melilla : Mélillien, Mélilliens, Mélillienne, Mélilliennes
  -  Navarre (la) : Navarrais, Navarrais, Navarraise, Navarraises
    - Pampelune : Pamplonais, Pamplonais, Pamplonaise, Pamplonaises

  -  Pays basque (le) : Basque, Basques, Basquaise, Basquaises ; glottonyme : basque ; adjectif correspondant : basque, basque, basquaise, basquaises (Poulet basquaise est à comprendre « poulet à la basquaise »)
    - Biscaye (la) : gentilé inconnu ; glottonyme : biscayen
    - Saint-Sébastien : Donostien, Donostienne, Donostiens, Donostiennes
    - Barakaldo : Barakaldais, Barakaldaise, Barakaldaises
    - Bilbao : Bilbayen, Bilbayenne, Bilbayens, Bilbayennes
    - Vitoria-Gasteiz : Vitorien, Vitorienne, Vitoriens, Vitoriennes